# Église Saint-Nicolas d'Ilandža
Pour les articles homonymes, voir Église Saint-Nicolas.
L'église Saint-Nicolas d'Ilandža (en serbe cyrillique : Црква Светог Николе у Иланџи ; en serbe latin : Crkva Svetog Nikole u Ilandži) est une église orthodoxe serbe située à Ilandža, dans la province autonome de Voïvodine, dans la municipalité d'Alibunar et dans le district du Banat méridional en Serbie. Elle est inscrite sur la liste des monuments culturels de grande importance de la république de Serbie (identifiant no SK 1086).
L'église est dédiée à la Translation des reliques de saint Nicolas.

## Présentation
L'église Saint-Nicolas a été construite en 1793. Incendiée pendant la révolution hongroise de 1848, elle a été reconstruite en 1849 et a été reconsacrée.
Elle est constituée d'une nef unique prolongée par une abside demi-circulaire. La façade occidentale est surmontée d'un clocher dominé par un bulbe. Le porche d'entrée s'organise autour de quatre colonnes soutenant une architrave sur laquelle s'appuie un fronton surbaissé de forme triangulaire. Les autres façades sont ornées de pilastres avec des chapiteaux encadrant les ouvertures.
L'iconostase de l'église a été peinte en 1874 et 1875 par Novak Radonić et Aksentije Marodić, qui a également peint les fresques de l'édifice. Ces deux peintres reprennent l'iconographie traditionnelle en l'interprétant avec des techniques propres à la peinture romantique,.